# Claes Kastholm Hansen
Claes Kastholm Hansen (født 18. december 1942 i Køge, død 6. februar 2016) var cand.phil., forfatter, skribent og samfundsdebattør.
Claes Kastholm Hansen blev uddannet i forsikring og reklame i 1966 og supplerede med en kandidatuddannelse i nordisk litteratur i 1975. Han var kandidatstipendiat ved Københavns Universitet 1976-1979. Senere samme år blev han ansat som litteratur- og tv-anmelder ved Politiken, hvor han var frem til 1983. Fra 1984-1988 var han filmkonsulent hos Det Danske Filminstitut og fra 1990 journalist og lederskribent ved Politiken. Allerede i 1992 skiftede han til TV 2, hvor han frem til 1994 var redaktør for programmet Bogcafé. I 1995 blev han redaktionschef på Ekstra Bladet og var chefredaktør samme sted fra 1997-1999 bl.a. med ansvar for kulturstoffet. Her blev han fyret fra efter en voldsom brandert på redaktionen . Fra 2000 og frem til sin død var han kommentator i Berlingske Tidende, hvor han sammen med bl.a. Egon Balsby og Farshad Kholgi skrev klummen Groft sagt. Kastholm har desuden været medlem af Kunstrådet og formand for rådets litteraturudvalg, ligesom han var medlem af det kulturministerielle udvalg, der udarbejdede Kulturkanonen. I 2004 var han med til at stifte den borgerligt-liberale tænketank CEPOS.